# غاف خنجري
غاف خنجري (الاسم العلمي: Prosopis pugionata)،نوع نبات شجري شائك يتبع جنس الغاف وفصيلة البقولية. تستوطن التربة المالحة في غرب الأرجنتين، في محافظات قرطبة وكاتاماركا (محافظة) وسانتياغو ديل استيرو ولا ريوخا وسان خوان وسان لويس ومندوزا.
هي شجرة كثيرة التشوك، متساقطة الأوراق يبلغ ارتفاعها 2-8 أمتار. يبلغ طول جذعها قرابة ربع الارتفاع الإجمالي للشجرة.
تُحصد من البرية للاستخدام المحلي للغذاء. على الرغم من عدم توفر المزيد من المعلومات، فمن المحتمل جدًا أن يٌُستخدم هذا النبات كمصدر للمواد بطرق مماثلة للعديد من الأنواع الأخرى ذات الصلة الوثيقة.